# جيف هاوكس
جيف هاوكس (بالإنجليزية: Jeff Hawkes)‏ هو لاعب غولف جنوب أفريقي، ولد في 3 سبتمبر 1953 في مثاتا في جنوب أفريقيا.

## وصلات خارجية
- جيف هاوكس على موقع رابطة أوروبا للاعبي الغولف المحترفين (الإنجليزية)
- جيف هاوكس على موقع التصنيف العالمي الرسمي للغولف (الإنجليزية)